# Michael Dowse
 (janvier 2022).
Si vous disposez d'ouvrages ou d'articles de référence ou si vous connaissez des sites web de qualité traitant du thème abordé ici, merci de compléter l'article en donnant les références utiles à sa vérifiabilité et en les liant à la section « Notes et références ».
Michael Dowse (né le 19 avril 1973) est un réalisateur de cinéma et de vidéoclips, né à London, Ontario, Canada.

## Biographie
Son faux documentaire, Fubar: The Movie, a connu du succès au festival du film de Sundance de 2002 avant de devenir un film culte indépendant au Canada.
Michael Dowse réalise aussi les clips du groupe « New Pornographers ».

## Filmographie

### Réalisateur
- 1999 : Bad Money
- 2000 : 237
- 2002 : Fubar: The Movie
- 2002 : Looking for Leonard
- 2004 : Frankie Wilde, It's All Gone Pete Tong
- 2007 : Blue Movie
- 2011 : Une soirée d'enfer (Take Me Home Tonight)
- 2012 : Goon
- 2013 : Et (beaucoup) plus si affinités
- 2019 : Stuber
- 2020 : Coffee & Kareem
- 2021 : 8-Bit Christmas

### Scénariste
- 2000 : 237
- 2002 : Fubar: The Movie
- 2004 : Frankie Wilde, It's All Gone Pete Tong
- 2007 : Blue Movie
- 2011 : Une soirée d'enfer (Take Me Home Tonight)